# Alessandro Cenci Bolognetti, VI principe di Vicovaro
Alessandro Cenci Bolognetti, VI principe di Vicovaro (Roma, 11 novembre 1801 – Roma, 31 dicembre 1872), è stato un principe, militare e compositore italiano.

## Biografia
Nato a Roma l'11 novembre 1801, era figlio di Virginio Cenci Bolognetti, V principe di Vicovaro e di sua moglie, la principessa siciliana Clelia Bonanno e Branciforte. Nel 1837, alla morte del padre, gli succedette al titolo di principe di Vicovaro. Intrapresa nel frattempo la carriera militare nella milizia pontificia, raggiunse il grado di colonnello e nel 1846 divenne per un anno comandante di Castel Sant'Angelo a Roma. Dopo l'esperienza della Repubblica Romana, si trasferì a Foligno col fratello minore Salvatore, salvo poi fare ritorno a Roma ma senza più ricoprire cariche militari di rilievo, venendo invece nominato cameriere segreto di cappa e spada soprannumerario di Sua Santità nel 1851.
Da suo ritorno a Roma, si dedicò assiduamente e con successo invece alla passione che da sempre aveva coltivato, quella per la musica e per l'opera. Nel 1851 pubblicò uno "Stabat Mater" che venne eseguita nell'aula del senato di Roma sotto la direzione dello stesso autore, nel 1861 la scena drammatica "La morte di Beatrice Cenci" (in riferimento alla vicenda della propria antenata) e nel 1866 il dramma lirico "Lorenzo Soderini".
Dal 1862 al 1864, fu inoltre membro della commissione araldica del municipio di Roma e nel 1863 venne compreso nella lista dei nobili romani coscritti. Nel 1867, a causa di demenza senile, venne interdetto dalla gestione dei suoi averi che, per decreto pontificio, vennero affidati temporaneamente alla giurisdizione del cardinale Giuseppe Ugolini.
Morì a Roma il 31 dicembre 1872.

## Matrimonio e figli
Alessandro Cenci Bolognetti sposò la nobildonna Maria Anna Brancadoro, dalla quale ebbe i seguenti figli:
- Clelia (1837-1908), sposò il marchese Vincenzo Antici Mattei
- Virginio (1840-1909), VII principe di Vicovaro
- Giulia (1845-1924), sposò Ippolito Vincenti Mareri

## Albero genealogico
|                                                         |                                               |                                                  | Genitori                                                  |  |  | Nonni |  |  | Bisnonni       |  |  | Trisnonni     |  |
|                                                         |                                               |                                                  |                                                           |  |  |       |  |  | Virginio Cenci |  |  | Tiberio Cenci |  |
|                                                         |                                               |                                                  |                                                           |  |  |       |  |  | Virginio Cenci |  |  | Tiberio Cenci |  |
|                                                         |                                               | Maria Eleonora Maddalena Costaguti               |                                                           |  |  |       |  |  | Virginio Cenci |  |  |               |  |
| Girolamo Cenci Bolognetti, IV principe di Vicovaro      |                                               |                                                  |                                                           |  |  |       |  |  | Virginio Cenci |  |  |               |  |
|                                                         |                                               | Marianna Caterina Bolognetti di Vicovaro         | Ferdinando Bolognetti, II principe di Vicovaro            |  |  |       |  |  |                |  |  |               |  |
|                                                         |                                               | Marianna Caterina Bolognetti di Vicovaro         | Ferdinando Bolognetti, II principe di Vicovaro            |  |  |       |  |  |                |  |  |               |  |
|                                                         |                                               | Marianna Caterina Bolognetti di Vicovaro         | Flavia Theodoli                                           |  |  |       |  |  |                |  |  |               |  |
| Virginio Cenci Bolognetti, V principe di Vicovaro       |                                               | Marianna Caterina Bolognetti di Vicovaro         |                                                           |  |  |       |  |  |                |  |  |               |  |
|                                                         |                                               | Alessandro Petroni                               | ?                                                         |  |  |       |  |  |                |  |  |               |  |
|                                                         |                                               | Alessandro Petroni                               | ?                                                         |  |  |       |  |  |                |  |  |               |  |
|                                                         |                                               | Alessandro Petroni                               | ?                                                         |  |  |       |  |  |                |  |  |               |  |
| Maria Isabella Petroni                                  |                                               | Alessandro Petroni                               |                                                           |  |  |       |  |  |                |  |  |               |  |
|                                                         |                                               | ?                                                | ?                                                         |  |  |       |  |  |                |  |  |               |  |
|                                                         |                                               | ?                                                | ?                                                         |  |  |       |  |  |                |  |  |               |  |
|                                                         |                                               | ?                                                | ?                                                         |  |  |       |  |  |                |  |  |               |  |
| Alessandro Cenci Bolognetti, VI principe di Vicovaro    |                                               | ?                                                |                                                           |  |  |       |  |  |                |  |  |               |  |
|                                                         | Giuseppe Bonanno, VI principe di Roccafiorita | Francesco Bonanno, V principe di Roccafiorita    |                                                           |  |  |       |  |  |                |  |  |               |  |
|                                                         | Giuseppe Bonanno, VI principe di Roccafiorita | Francesco Bonanno, V principe di Roccafiorita    |                                                           |  |  |       |  |  |                |  |  |               |  |
|                                                         | Giuseppe Bonanno, VI principe di Roccafiorita | Anna Maria Filangieri                            |                                                           |  |  |       |  |  |                |  |  |               |  |
| Francesco Antonio Bonanno, VII principe di Roccafiorita | Giuseppe Bonanno, VI principe di Roccafiorita |                                                  |                                                           |  |  |       |  |  |                |  |  |               |  |
|                                                         |                                               | Giustina Borromeo Grillo                         | Giovanni Benedetto Borromeo Arese, VII marchese di Angera |  |  |       |  |  |                |  |  |               |  |
|                                                         |                                               | Giustina Borromeo Grillo                         | Giovanni Benedetto Borromeo Arese, VII marchese di Angera |  |  |       |  |  |                |  |  |               |  |
|                                                         |                                               | Giustina Borromeo Grillo                         | Clelia Grillo                                             |  |  |       |  |  |                |  |  |               |  |
| Clelia Bonanno e Branciforte                            |                                               | Giustina Borromeo Grillo                         |                                                           |  |  |       |  |  |                |  |  |               |  |
|                                                         |                                               | Salvatore Branciforte, IX principe di Butera     | Ercole Michele Branciforte, VIII principe di Butera       |  |  |       |  |  |                |  |  |               |  |
|                                                         |                                               | Salvatore Branciforte, IX principe di Butera     | Ercole Michele Branciforte, VIII principe di Butera       |  |  |       |  |  |                |  |  |               |  |
|                                                         |                                               | Salvatore Branciforte, IX principe di Butera     | Caterina Branciforte di Butera                            |  |  |       |  |  |                |  |  |               |  |
| Caterina Branciforte                                    |                                               | Salvatore Branciforte, IX principe di Butera     |                                                           |  |  |       |  |  |                |  |  |               |  |
|                                                         |                                               | Maria Anna Pignatelli Tagliavia d'Aragona Cortés | Diego Pignatelli d'Aragona Cortès, VII principe di Noia   |  |  |       |  |  |                |  |  |               |  |
|                                                         |                                               | Maria Anna Pignatelli Tagliavia d'Aragona Cortés | Diego Pignatelli d'Aragona Cortès, VII principe di Noia   |  |  |       |  |  |                |  |  |               |  |
|                                                         |                                               | Maria Anna Pignatelli Tagliavia d'Aragona Cortés | Margherita Pignatelli, V duchessa di Bellosguardo         |  |  |       |  |  |                |  |  |               |  |
|                                                         |                                               | Maria Anna Pignatelli Tagliavia d'Aragona Cortés |                                                           |  |  |       |  |  |                |  |  |               |  |